# Slag om Fort Pillow
De slag om Fort Pillow vond plaats op 12 april 1864 in Lauderdale County Tennessee tijdens de Amerikaanse Burgeroorlog. Deze slag eindigde met het afslachten van alle Noordelijke gekleurde troepen die zich hadden overgegeven. Daarom is dit ook bekend als de Fort Pillow Massacre.

## Achtergrond
Fort Pillow ligt op ongeveer 64 km ten noorden van Memphis, Tennessee. Het fort werd gebouwd door de Noordelijke brigadegeneraal Gideon Johnson Pillow in het begin van 1862. Het fort werd gebruikt door beide zijden. Na de Slag bij Island Number Ten werd het fort door de Zuidelijken geëvacueerd op 4 juni. Op 6 juni werd het fort bezet door Noordelijke eenheden.
Het fort stond op een hoge landtong en werd beschermd door drie linies van grachten in een halfronde vorm. De ommuring was 1,2 m dik en 1,8 tot 2,4 m hoog. Naast een garnizoen en 6 kanonnen werd het fort ook beschermd door een kanonneerboot, namelijk de USS New Era waarvan James Marshall de kapitein was.
Op 16 maart 1864 lanceerde generaal-majoor Nathan Bedford Forrest een raid in westelijke Tennessee en Kentucky met 7.000 cavaleristen. Hun missie was drieledig. Ten eerste nieuwe rekruten werven en opleiden onderweg. Ten tweede hun eigen voorraden aanvullen en ten derde zo veel mogelijk van de Noordelijke oorlogsmachine beschadigen. Het cavaleriekorps van Forrest, die "the Cavalry Department of West Tennessee and North Mississippi" genoemd werd, bestond uit de divisie van brigadegeneraal James R. Chalmers (met de brigades van brigadegeneraal Robert V. Richardson en kolonel Robert M. McCulloch) en de divisie van brigadegeneraal Abraham Buford (met de brigades van kolonel Tyree H. Bell en A. P. Thompson.)
Het eerste wapenfeit van deze raid was de Slag bij Paducah op 25 maart toen Forrests korps de stad innam en leegplunderde. Tijdens de maanden maart en april vonden er verschillende schermutselingen plaats. Forrest besliste Fort Pillow aan te vallen met 1.500 tot 2.500 soldaten om de voorraden aldaar in handen te krijgen.
Het Noordelijke garnizoen van Fort Pillow bestond uit 600 soldaten waarvan er ongeveer de helft van Afro-Amerikaanse afkomst waren. Deze soldaten behoorden tot de 6th Colored Heavy Artillery en een sectie van de 2nd Colored Light Artillery. Ze werden aangevoerd door majoor Lionel F. Booth. Vele soldaten waren voormalige slaven en beseften wat het inhield indien ze gevangengenomen zouden worden door Zuidelijke eenheden. De blanke soldaten waren vrijwel allemaal jonge rekruten van het 13th Tennessee Cavalry onder leiding van majoor William F. Bradford.

## De slag
Op 12 april rond 10.00 u arriveerde Forrest bij Fort Pillow. Het fort werd omsingeld. Een verdwaalde kogel doodde het paard onder Forrest (het eerste van drie paarden die die dag zouden omkomen). Forrest stelde scherpschutters op op de heuvels rond het fort. Majoor Booth was een van hun eerste slachtoffers. Bradford nam het bevel van het fort over. Tegen 11.00u hadden de Zuidelijken twee barakken ingenomen op ongeveer 150 m ten zuiden van het fort waardoor het garnizoen onder een moordend vuur kwam te liggen. Geweer- en kanonvuur duurden voort tot 15.30u toen Forrest de overgave van het fort eiste.
Bradford vroeg een uur bedenktijd waarna hij van Forrest 20 minuten kreeg. Bradford verwierp Forrests eis waarna de Zuidelijken het fort bestormden.
Terwijl de Zuidelijke scherpschutters het fort voortduren beschoten, viel de eerste golf de grachten rond het fort aan. De tweede golf volgde snel. Ook de New Era werd voortdurend beschoten waardoor de matrozen niet veel ondersteuning konden bieden aan het fort. Het garnizoen verzette zich met man en macht maar moest het al snel opgeven. Ze liepen naar de kleine kade aan de voet van het fort. De vluchtende soldaten werden van alle zijden beschoten.
Wat er toen tussen 16.00u en het invallen van de duisternis gebeurde leidde tot veel controverse. De Zuidelijken zouden volgens verschillende bronnen de Noordelijke soldaten afgeslacht hebben nadat ze zich hadden overgegeven. De Joint Committee On the Conduct of the War opende onmiddellijk een onderzoek. Hun conclusies waren vernietigend voor de Zuidelijken onder Forrest.

## Gevolgen
Zuidelijke verliezen waren relatief laag. Ze telden 14 doden en 86 gewonden. De Noordelijken verloren bijna 600 soldaten waarvan er bijna de helft gedood werd. De Zuidelijken verlieten dezelfde dag nog het fort.

## Aanbevolen lectuur
- Bailey, Ronald H., and the Editors of Time-Life Books. Battles for Atlanta: Sherman Moves East. Alexandria, VA: Time-Life Books, 1985. ISBN 0-8094-4773-8.
- Burkhardt, George S. "No Quarter." North & South, vol. 10, no. 1.
- Castel, Albert. "The Fort Pillow Massacre: A Fresh Examination of the Evidence." Civil War History 4 (March 1958).
- Cimprich, John, and Robert C. Mainfort, Jr., eds. "Fort Pillow Revisited: New Evidence About An Old Controversy." Civil War History 4 (Winter, 1982).
- Clark, Achilles V. "A Letter of Account." Edited by Dan E. Pomeroy. Civil War Times Illustrated 24(4) (June 1985).
- Frist, William Harrison, Jr. A Telling Battle: The Fort Pillow Massacre During the American Civil War, Senior Thesis No. 20318, Princeton University, 2006.
- Ward, Andrew. River Run Red: The Fort Pillow Massacre in the American Civil War. New York: Viking Adult, 2005. ISBN 0-670-03440-1.
- Wills, Brian Steel. The Confederacy's Greatest Cavalryman: Nathan Bedford Forrest. Lawrence: University Press of Kansas, 1992. ISBN 0-7006-0885-0.